# الطبعة الأولى (برنامج)
الطبعة الأولى برنامج تلفزيوني يستعرض ويناقش الأخبار الجارية من إعداد وتقديم الصحفي أحمد المسلماني ويعرض على قناة دريم 2. يعرض البرنامج يوميا عدا يوم الجمعة ومدته نصف ساعة ما عدا يوم الخميس فيمتد إلى ساعة كاملة. ويدير الاعلامي المسلماني حوارا كل يوم جمعة مع عدد من الشخصيات في الساعة الثامنة مساء .
برنامج الطبعة الأولى يعرض الآن في موسمه الثالث على قناة الحياة. يعرض أسبوعيا من السبت إلى الأربعاء في الساعة الثامنة والنصف مساء بتوقيت القاهرة. يقدمه الكاتب والصحفي الكبير أحمد المسلماني .
حيث قال خلال برنامجه : في الموسم الأول لبرنامج الطبعة الأولى في قناة دريم ثم الموسم الثاني في قناة دريم ثم الموسم الثالث في قناة الحياة .
وأضاف: في الموسم الحالي لدينا رسالة أساسية واحدة وهي صناعة الأمل، فيوجد أزمة اقتصادية عالمية حاليا ونحن جزء من هذه الأزمة ويوجد تحديات عالمية كثيرة ونحن جزء منها ........

## مواعيد الإذاعة
يذاع كل يوم من السبت إلى الخميس في تمام الساعة 8:30 مساء بتوقيت القاهرة ويعاد من الجمعة إلى الخميس الساعة 1 صباحا ومن السبت إلى الأربعاء الساعة 8:00 صباحا والجمعة الساعة 02:00 صباحا والساعة 22:00 مساء والخميس الساعة 7:30 مساء بتوقيت القاهرة. خاص بالموسم الأول والثاني.
أما الموسم الثالث يذاع أسبوعيا من السبت إلى الأربعاء في الساعة الثامنة والنصف مساء بتوقيت القاهرة على قناة الحياة.